# Tazouta
Tazouta  (in arabo تازوطة‎?) è un centro abitato e comune rurale del Marocco situato nella provincia di Sefrou, regione di Fès-Meknès. Conta una popolazione di 6 227 abitanti (censimento 2014).